# Équipe d'Australie de rugby à XV à la Coupe du monde 2003
 (novembre 2023).
Si vous disposez d'ouvrages ou d'articles de référence ou si vous connaissez des sites web de qualité traitant du thème abordé ici, merci de compléter l'article en donnant les références utiles à sa vérifiabilité et en les liant à la section « Notes et références ».
L’équipe d'Australie de rugby à XV termine seconde à la Coupe du monde 2003, battue par l'équipe d'Angleterre en finale.

## Résultats
(voir également Coupe du monde de rugby 2003)
7 matchs, 6 victoires, 1 défaite.
345 points marqués (43 essais dont 32 transformés, 21 pénalités, 1 drop), 78 points encaissés.

### Poule A
- 10 octobre : Australie 24 - 8 Argentine
- 18 octobre : Australie 90 - 8 Roumanie
- 25 octobre : Australie 142 - 0 Namibie
- 1er novembre : Australie 17 - 16 Irlande

L'Australie termine première de son groupe et se qualifie pour les quarts-de-finale.

### Quarts-de-finale
- 8 novembre : Australie 33 - 16 Écosse

### Demi-finale
- 15 novembre : Australie 22 - 10 Nouvelle-Zélande

### Finale
- 22 novembre : Angleterre 20 - 17 Australie

### Meilleurs marqueurs d'essais
- Chris Latham, Mat Rogers, Lote Tuqiri : 5 essais

### Meilleur réalisateur
- Elton Flatley : 100 points

## Composition
Les joueurs suivants ont joué pendant cette coupe du monde 2003.
Trois joueurs ont disputé les sept matchs comme titulaires : Nathan Sharpe, George Smith et Mat Rogers.

### Première Ligne
- Al Baxter (6 matchs, 3 comme titulaire)
- Brendan Cannon (7 matchs, 6 comme titulaire)
- Ben Darwin  (6 matchs, 4 comme titulaire)
- Matt Dunning (2 matchs, 1 comme titulaire)
- Jeremy Paul (6 matchs, 1 comme titulaire, 1 essai)
- Bill Young (7 matchs, 6 comme titulaire)

### Deuxième Ligne
- Justin Harrison (5 matchs, 4 comme titulaire)
- David Giffin (5 matchs, 2 comme titulaire)
- Nathan Sharpe (7 matchs, 7 comme titulaire)
- Daniel Vickerman (4 matchs, 1 comme titulaire)

### Troisième Ligne
- Matthew Cockbain (7 matchs, non titulaire)
- David Croft (1 match, 1 comme titulaire)
- David Lyons (7 matchs, 7 comme titulaire, 2 essais)
- John Roe (1 match, non titulaire, 1 essai)
- George Smith (7 matchs, 7 comme titulaire, 2 essais)
- Phil Waugh (6 matchs, 6 comme titulaire)

### Demi de mêlée
- George Gregan (capitaine) (6 matchs, 6 comme titulaire, 1 essai)
- Chris Whitaker  (capitaine contre la Namibie)(1 match comme titulaire)

### Demi d’ouverture
- Matt Giteau (1 matchs, 1 comme titulaire, 4 essais)
- Stephen Larkham (6 matchs, 6 comme titulaire, 2 essais)

### Trois-quarts centre
- Matt Burke (4 matchs, 3 comme titulaire, 3 essais)
- Elton Flatley (6 matchs, 6 comme titulaire, 1 essai, 16 transformations, 21 pénalités)
- Nathan Grey (2 matchs, 1 comme titulaire, 1 essai)
- Stirling Mortlock (5 matchs, 4 comme titulaire, 4 essais)
- Morgan Turinui (1 match, non titulaire, 2 essais)

### Trois-quarts aile
- Joe Roff (6 matchs, 3 comme titulaire, 2 essais)
- Wendell Sailor (6 matchs, 6 comme titulaire, 1 essai)
- Lote Tuqiri (7 matchs, 4 comme titulaire, 5 essais)

### Arrière
- Chris Latham (1 match, 1 comme titulaire, 5 essais)
- Mat Rogers (7 matchs, 7 comme titulaire, 5 essais, 16 transformations, 1 carton jaune)